# Innovation Lab
Innovation Lab er et videncenter for ny teknologi, stiftet omkring 2001 med aktiviteter indenfor forskning, produktudvikling og iværksætteri.

## Ekstern henvisning
- Officiel hjemmeside